# Грір Гарсон

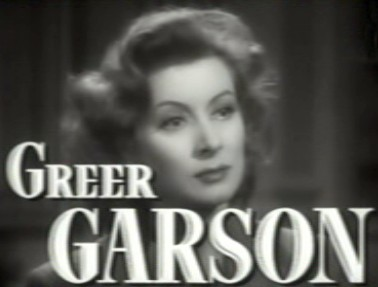
У трейлері картини Random Harvest

Ейлін Евелін Грір Гарсон (англ. Eileen Evelyn Greer Garson; 29 вересня 1904 — 6 квітня 1996) — британська акторка, колекціонерка мистецтва та філантропка. Одна з зірок «MGM» 1940-х років. Удостоєна зірки на Голлівудській алеї слави.

## Фільмографія
- 1967 Найщасливіший мільйонер — Місіс Корделія Біддл
- 1966 Співоча черниця — Мати-настоятелька
- 1960 Схід сонця в Кампобелло — Елеонора Рузвельт
- 1955 Дивна леді в місті — Доктор Джулія Вінслоу Гарт
- 1954 Її дванадцять чоловіків — Джан Стюарт
- 1953 Юлій Цезар — Кальпурнія
- 1953 Скандал в Скоурі — Місіс Вікторія Макчесні
- 1951 Закон та леді — Джейн Госкінс
- 1950 Історія Мінівер — Кей Мінівер
- 1949 Сага про Форсайтів — Ірен Форсайт
- 1948 Джулія погано себе веде — Джулія Паккет
- 1947 Забажав мене — Маріса Обер
- 1945 Пригода — Емілі Сірс
- 1945 Долина рішучості — Мері Рафферті
- 1944 Місіс Паркингтон — Сьюзі Паркінгтон
- 1943 Мадам Кюрі — Марі Кюрі
- 1942 Випадкова жнива — Пола Ріджвей
- 1942 Місис Мінівер — Кей Мінівер
- 1941 Коли дами трапляються — Місіс Клер Вудраф
- 1941 Квіти в пилу — Една Калі Гледні
- 1940 Гордість та упередження — Елізабет Беннет
- 1939 Пам'ятаєш? — Лінда Бронсон Голланд
- 1939 До побачення, містер Чіпс — Кетрін Чіппін

## Нагороди та номінації

### Нагороди
- 1943 — Премія «Оскар» — найкраща жіноча роль, за фільм «Місіс Мінівер»
- 1961 — Премія «Золотий глобус» — найкраща жіноча роль у драмі, за фільм «Схід сонця в Кампобелло»

### Номінації
- 1940 — Премія «Оскар» — найкраща жіноча роль, за фільм «До побачення, містер Чіпс»
- 1942 — Премія «Оскар» — найкраща жіноча роль, за фільм «Квіти в пилу»
- 1944 — Премія «Оскар» — найкраща жіноча роль, за фільм «Мадам Кюрі»
- 1945 — Премія «Оскар» — найкраща жіноча роль, за фільм «Місіс Паркингтон»
- 1946 — Премія «Оскар» — найкраща жіноча роль, за фільм «Долина рішучості»
- 1961 — Премія «Оскар» — найкраща жіноча роль, за фільм «Схід сонця в Кампобелло»